# Jorge Drexler
Jorge Abner Drexler Prada (Montevideo, 21 de setembro de 1964) é um cantor e compositor uruguaio, mais conhecido pela sua canção "Al otro lado del río", a primeira canção em espanhol a vencer o Oscar de melhor canção original. Além de cantor e compositor, é formado médico, especializado em otorrinolaringologia.

## Vida pessoal
Drexler nasceu em Montevidéu, filho mais velho dos médicos Lucero Prada da Silveira, de ascendência espanhola e portuguesa, e Gunther Drexler Schlein, imigrante judeu alemão que, em 1939, deixou a Alemanha e mudou-se para a Bolívia, estabelecendo-se posteriormente de forma definitiva no Uruguai, onde constituiu família. Tem três irmãos, o Daniel, a Paula e o Diego.
Concluiu o ensino primário em escolas públicas e o ensino secundário no Colégio Kennedy e no Instituto Hebraico Uruguaio Ariel, centro educativo judaico de Montevideu. Mais tarde, estudou medicina na Universidade da República, tal como os seus pais, e especializou-se em otorrinolaringologia.

## Oscar
Em 2005, quando Jorge Drexler ganhou o Oscar de melhor canção original, o cantor esteve no centro de uma importante polêmica. A organização do evento decidiu que a apresentação da música de autoria do uruguaio deveria ser feita pelo ator Antônio Banderas, quem cantou a canção "Al otro lado del río", numa versão diferente da original. Essa decisão teria ocorrido pelo fato de seu autor não ser "suficientemente conhecido" nos Estados Unidos. Ao ser chamado ao palco, o cantor uruguaio cantou um pequeno trecho de sua música e se despediu abruptamente, o que por muitos foi visto como um gesto de protesto, embora o próprio cantor negue tal interpretação. 

## Vida
Jorge Drexler já relevou que durante a sua criação lhe foi passada a mensagem de que, enquanto "homem", não poderia dançar, o que seria uma atividade tipicamente feminina. Por isso, embora sempre tivesse tido vontade durante boa parte de sua vida, nunca se sentiu totalmente confortável para dançar. Buscando uma reconciliação consigo mesmo e seu passado, em 2014, aos 50 anos, o cantor uruguaio decidiu lançar um de seus álbuns mais dançantes, chamado "Bailar en la cueva", em que faz uma verdadeira ode à dança e ao movimento, um de seus temas preferidos.

## Discografia

### Álbuns
- 1992 - La luz que sabe robar (33 cópias vendidas)
- 1994 - Radar
- 1996 - Vaivén
- 1998 - Llueve
- 1999 - Frontera
- 2001 - Sea
- 2004 - Eco
- 2005 - Eco²
- 2006 - 12 segundos de oscuridad
- 2008 - Cara B
- 2010 - Amar la trama
- 2014 - Bailar en la cueva
- 2017 - Salvavidas de hielo
- 2022 - Tinta y tiempo

## Indicações e Prêmios
O álbum Sea foi indicado ao Latin Grammy Awards e ao MTV Latin Awards no ano de 2001 e votado entre os 10 melhores álbuns daquele ano pela revista Rolling Stone Argentina. Tanto Sea como Frontera foram indicados aos Prêmios Gardel de la Música Argentina em 2001 e 2000, respectivamente, e receberam disco de ouro por suas vendas no Uruguai. 
Eco foi indicado na categoria de melhor álbum na IX edição dos Premios de la Música no ano de 2005 na Espanha, além de conseguir disco de ouro na Espanha e na Argentina e disco de Platina no Uruguai. Esse mesmo álbum foi indicado aos Latin Grammy Awards e ao Grammy americano. É do álbum Eco² a música Al Otro Lado Del Río que recebeu o Oscar de melhor canção original pelo filme de Walter Salles, Diários de Motocicleta.